# Henri Joutel
Henri Joutel, né à Rouen en 1643 et mort à Rouen le 15 juin 1735, est un navigateur et explorateur français.

## Biographie
Fils d’un jardinier, Henri Joutel s’était engagé très tôt dans l’armée et suivait depuis dix-sept ans la carrière militaire lorsqu'il résolut en 1684 de suivre la fortune de son compatriote, le navigateur Cavelier de la Salle qui, en 1684, retournait à la Nouvelle-France dans le but d’y fonder une colonie et de découvrir dans le grand golfe du Mexique l’embouchure du Mississippi.
Homme décidé, brave et plein d’énergie, Joutel rendit de grands services pendant cette expédition, au chef dont il partagea tous les dangers et dont il devint le lieutenant. Cavelier le mit à la tête de son premier fort au Texas, puis de celui de Saint-Louis lorsqu’il se mit à l’exploration du fleuve en novembre 1685. Tout comme Henri de Tonti, il explora notamment la rivière Arkansas (rivière), fonda le poste Arkansas et navigua sur le bayou Bartholomew (dénommé à l'origine bayou Bartholomé en l'honneur de son plus jeune compagnon de route).
Après que l’infortuné de la Salle eut été lâchement assassiné à la suite d’un complot tramé par quelques-uns de ses subordonnés, Joutel rassembla ce qui lui restait de monde et se dirigea vers la baie de Saint-Louis, où il eut le chagrin de voir la colonie qu’ils y avaient fondée entièrement détruite. Il s’empressa de recueillir tous ceux des colons qui voulurent le suivre et continua sa route jusqu’à Québec, où s’arrêta volontairement la majeure partie de ses compagnons. 
S’étant rembarqué avec l’abbé Cavelier, frère de La Salle, il fit voile vers la France où il aborda le 9 octobre 1688. L’un et l’autre vinrent habiter Rouen où, gardant un pieux souvenir du célèbre navigateur dont ils avaient partagé les périls, ils en racontèrent souvent, en la déplorant, la fin tragique et prématurée. 
Joutel mourut en 1735, après avoir publié une relation de son voyage, sous le titre de : Journal historique du dernier voyage que feu M. de La Sale fit dans le golfe de Mexique, pour trouver l'embouchure, & le cours de la riviere de Mississippi, etc., Paris, 1713, in-12.

## Œuvres

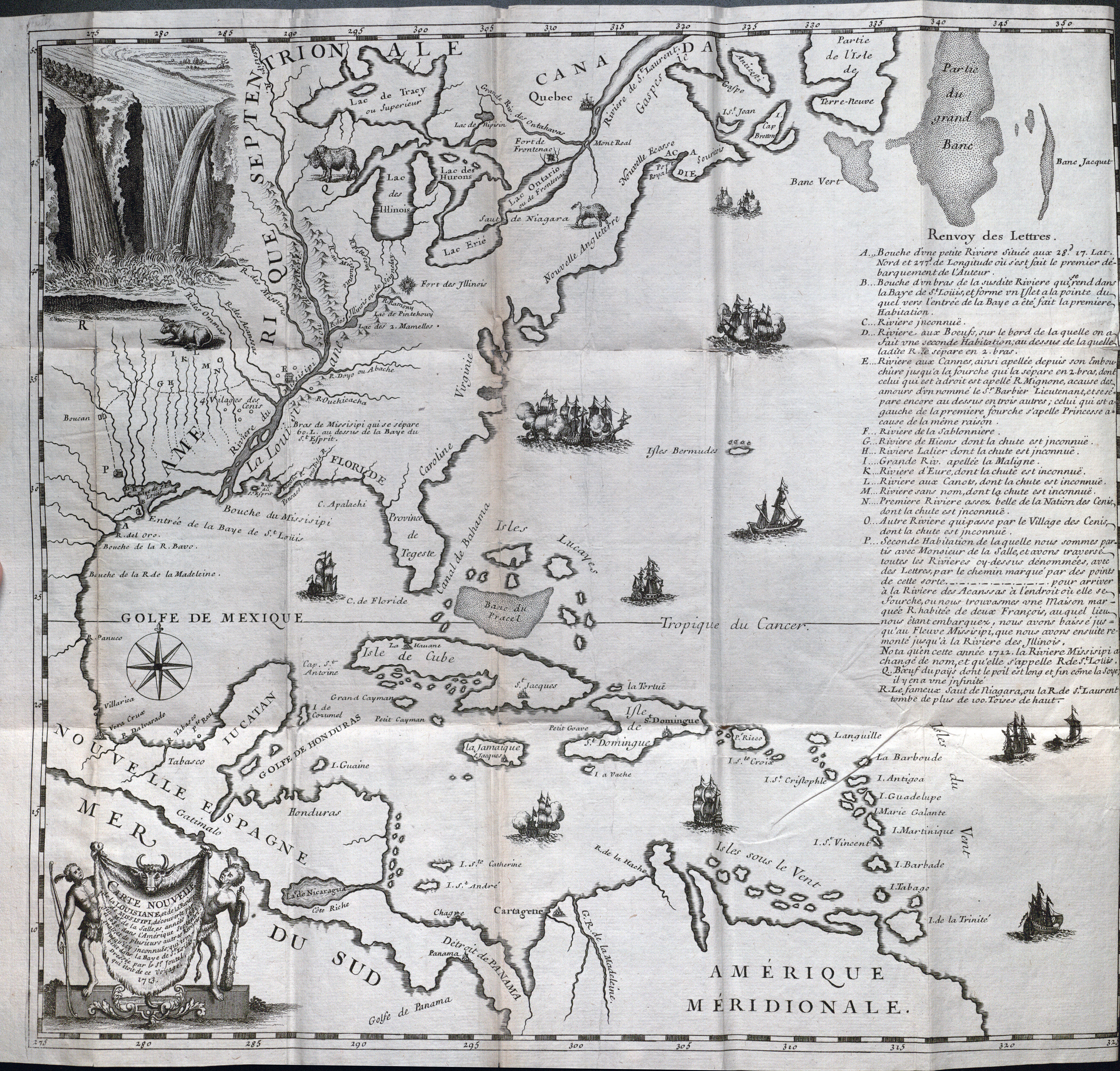
Joutel, Carte Nouvelle de la Louisiane et de la Riviere de Missisipi, 1713

- Journal historique du dernier voyage que feu M. de La Sale fit dans le golfe de Mexique, pour trouver l'embouchure, & le cours de la riviere de Mississippi, nommée à present la riviere de Saint Loüis, qui traverse la Louisiane. Où l'on voit l'histoire tragique de sa mort, & plusieurs choses curieuses du Nouveau monde, Paris, E. Robinot, 1713 Consultez le document sur Google Books
- Carte nouvelle de la Louisiane, et de la Riviere de Mississippi, découverte par feu...de la Salle, es années 1681 et 1686, dans l'Amérique Septentrionale, et de plusieurs autres rivieres jusqu'icy inconnuës, qui tombent dans la Baye de St. Louis, [s.l.n.d.] 1713 Consultez le document sur Gallica

## Sources
- Théodore-Éloi Lebreton, Biographie rouennaise, Rouen, Le Brument, 1865, p. 194.